# 汤原县

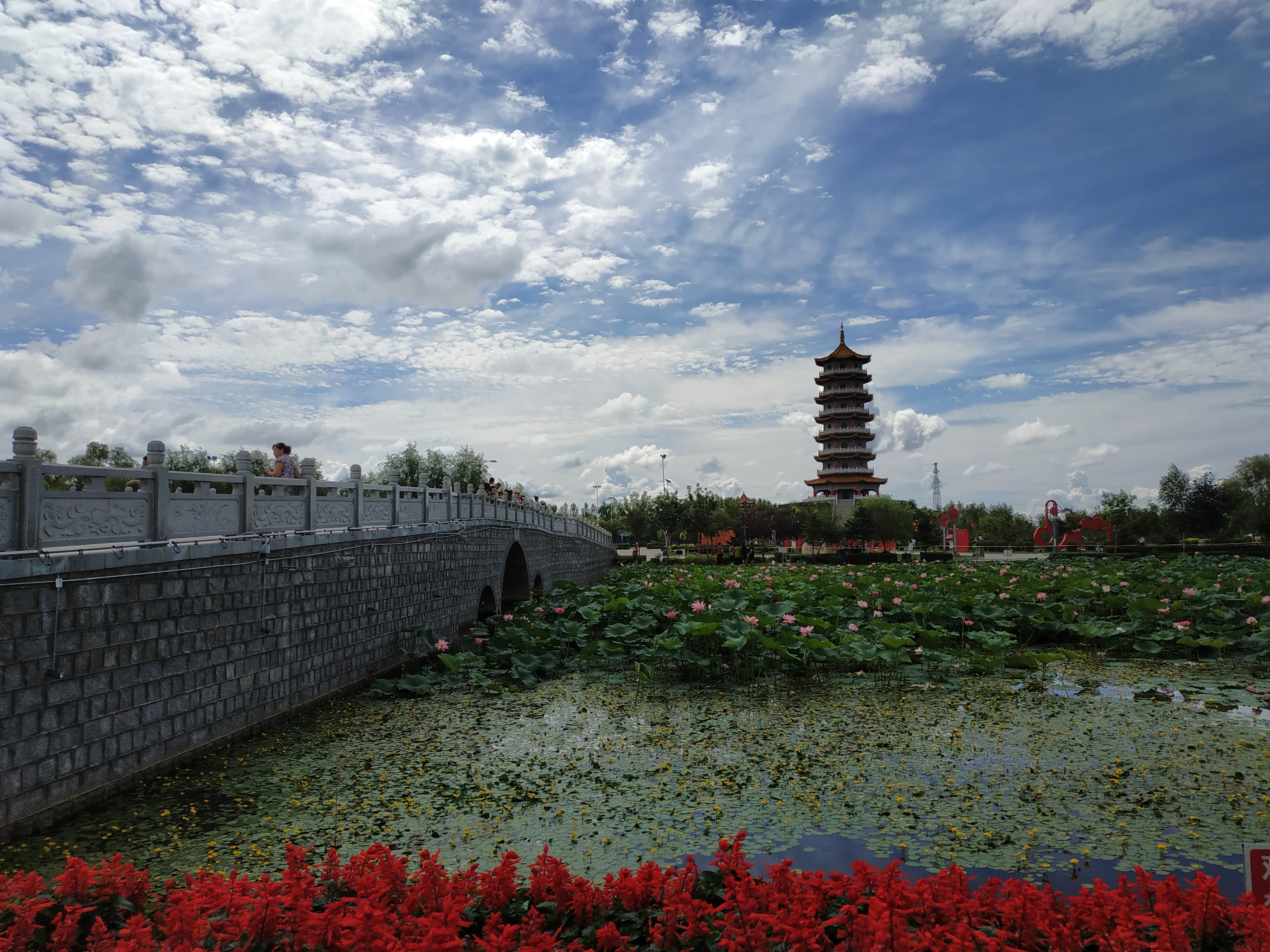
汤原县城南部的凤鸣公园

汤原县是黑龙江省佳木斯市下辖的一个县。1905年设县，汤原县得名于汤旺河冲积平原。县人民政府驻汤原镇。该县目前为国家级贫困县。

## 行政区划
汤原县下辖4个镇、5个乡、1个民族乡：
香兰镇、鹤立镇、竹帘镇、汤原镇、汤旺朝鲜族乡、胜利乡、吉祥乡、振兴乡、太平川乡、永发乡、鹤立林业局、香兰监狱、汤原农场和梧桐河农场。

## 人口
截至2020年11月1日零時，湯原縣常住人口為173688人。